# Goetz et Meyer
Goetz et Meyer (titre original : Gec i Majer) est un ouvrage de l'écrivain David Albahari publié en 1998 en langue serbo-croate, avant de paraître en 2002 en français aux Éditions Gallimard dans la collection Du monde entier. L'ouvrage est un roman, mais est basé sur des faits historiques réels relatifs à l'extermination d'environ 5000 Juifs de Belgrade par deux officiers SS du nom de Wilhelm Goetz et Erwin Meyer.

## Trame
Un professeur de serbo-croate et de littérature yougoslave juif de Belgrade, âgé d'une cinquantaine d'années, souhaite savoir comment sa famille a été exterminée au cours de la Seconde Guerre mondiale. Il entreprend pour cela des recherches et découvre que deux officiers SS allemands du nom de Goetz et Meyer ont été envoyés à Belgrade en 1942 pour exterminer la population juive retenue dans le camp de concentration de Sajmište à l'aide d'un camion « spécialement aménagé » pour gazer les personnes qui y montaient.
Le professeur consacre dès lors son temps à des recherches sur Goetz et Meyer, bien qu'il dispose de peu d'informations. Il imagine alors dans les plus infimes détails leur apparence physique, leurs pensées, leurs discussions, leur vie antérieure, jusqu'à s'imaginer à leur place pour comprendre qui ils pouvaient être.

## Style et forme littéraire
Goetz et Meyer est rédigé à la première personne. Le texte n'est composé que d'un seul paragraphe, sans interruption sur plus de 100 pages. Selon certains critiques, le fait d'avoir une narration « sans respiration » permet d'inscrire dans la forme de l'œuvre la situation mentale du narrateur, dont l'esprit est à tout moment tourné vers Goetz et Meyer sans parvenir à penser à autre chose (au point de toucher à une forme de schizophrénie).

## Accueil
Goetz et Meyer a souvent été bien accueilli par les critiques. La juxtaposition de l'horreur à une certaine forme de poésie ou d'humour noir a été plusieurs fois considérée comme une des grandes forces de l'œuvre,.
Dans son essai intitulé Nous ne verrons jamais Vukovar (2005), Louise Lambrichs évoque et analyse Goetz et Meyer, qu'elle qualifie de « chef-d'œuvre ». Au sujet de l'ouvrage, elle écrit notamment : « À ma connaissance, Goetz et Meyer est le premier roman écrit en serbe qui évoque l'existence de ce camp, à Belgrade, où les juifs étaient rassemblés avant d'être enfournés dans des camions à gaz ». Elle écrit par ailleurs : « je m'émerveille du travail, du tissage si réussi, si sobre, si parfait, entre l'imaginaire et le réel, l'autobiographie et l'Histoire », et ajoute : « il y a chez Albahari de la désespérance... et pourtant, rien de morbide. Une entreprise vivante au contraire, douloureuse mais vivante, éminemment humaine : donner sens à la vie, malgré tous les trous innombrables, toutes les cases vides qui le précèdent et qui font, aussi, partie intime de lui ».